# Áp thấp nhiệt đới Marilyn và bão Tapah (2019)
Áp thấp nhiệt đới Marilyn và bão Tapah là hai hệ thống xoáy thuận nhiệt đới có liên quan. Cơn áp thấp nhiệt đới đầu tiên hình thành ở biển Philippines là áp thấp nhiệt đới Marilyn. Áp thấp nhiệt đới Marilyn đi về phía đông bắc và suy yếu thành một vùng áp thấp ở phía bắc của biển Philippines. Vùng áp thấp tiếp tục đi về phía tây nam, gặp các điều kiện thuận lợi và mạnh trở lại thành áp thấp nhiệt đới Nimfa rồi thành bão Tapah.

## Lịch sử khí tượng

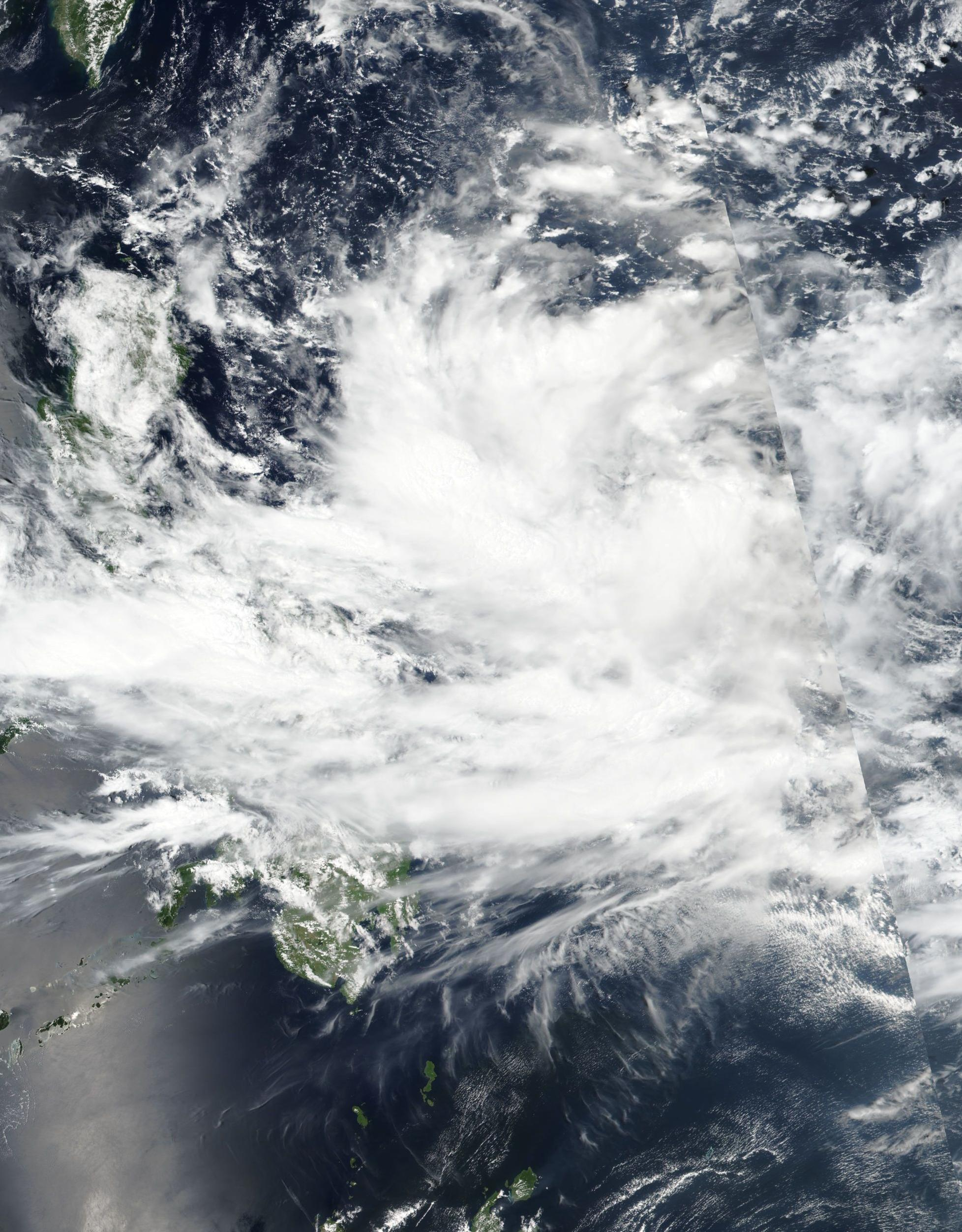
Áp thấp nhiệt đới Marilyn trên biển Philippines

Một vùng áp thấp mới hình thành ở phía tây đảo Guam vào ngày 10 tháng 9 trên biển Philippines. Cơ quan Khí tượng Nhật Bản đã nâng cấp hệ thống này lên thành áp thấp nhiệt đới và đánh số hiệu là JMA TD 31. Hệ thống dần dần mạnh lên vào ngày hôm sau. Cùng ngày, JTWC đã nâng cấp hệ thống thành áp thấp gió mùa, do tính chất rộng lớn và vô tổ chức của nó. Đến ngày 12 tháng 9, áp thấp nhiệt đới đi vào Khu vực trách nhiệm của Philippines, và được đặt tên là Marilyn.
Cuối ngày hôm đó, cả JMA và PAGASA đã hủy bỏ cảnh báo cho áp thấp nhiệt đới. Đến ngày hôm sau, JTWC đã ban hành Cảnh báo về sự hình thành bão nhiệt đới trên hệ thống, thông báo này cũng hủy bỏ vào ngày hôm sau do áp thấp nhiệt đới này đã suy yếu thành vùng áp thấp. Tàn dư của vùng áp thấp đó tiếp tục di chuyển về phía tây.
Vào ngày 17 tháng 9, một áp thấp nhiệt đới phát triển và mạnh lên từ tàn dư của áp thấp nhiệt đới Marilyn ở phía đông Batanes. PAGASA sau đó đã quyết định đặt tên cho áp thấp nhiệt đới đó là Nimfa. JTWC bắt đầu đưa ra cảnh báo và đánh số hiệu 18W. Riêng vậy, chỉ có JMA vẫn giữ số hiệu là JMA TD 31 cho cơn áp thấp này. Áp thấp nhiệt đới Nimfa đã mạnh lên thành bão và được đặt tên là Tapah vào ngày 19 tháng 9.
Sáng sớm ngày 21 tháng 9 (PST), Tapah rời khỏi khu vực theo dõi của Philippines, và sau đó PAGASA đưa ra cảnh báo cuối cùng về cơn bão này. Nó thậm chí còn tăng cường hơn nữa khi đi qua quần đảo Ryukyu. Tapah sau đó mạnh lên thành bão cuồng phong nhưng chỉ giữ cấp độ trong vòng vài giờ. Và ngay sau đó Tapah giảm cấp xuống thành bão nhiệt đới dữ dội, khi đường kính của nó mở rộng lên. Tapah sau đó nhanh chóng suy yếu thành bão nhiệt đới và rồi chuyển đổi thành một cơn xoáy thuận ngoài nhiệt đới vào ngày 23 tháng 9 do gặp không khí lạnh xâm nhập.

## Ảnh hưởng
Áp thấp nhiệt đới Marilyn đã gây ra sóng to, gió lớn và làm lật 6 chiếc thuyền đánh cá ngoài khơi Philippines. Bão Tapah đã khiến cho ba người đã thiệt mạng tại Nhật Bản và thiệt hại về nông nghiệp lên tới 583 triệu Yên (5,42 triệu USD). Thiệt hại ở Hàn Quốc ở mức 2,96 tỷ Won (2,48 triệu USD). Mặc dù ba người được báo cáo đã chết trong cơn bão, các quan chức nói rằng 3 người chết đó không liên quan gì đến bão Tapah. Do ảnh hưởng của bão Tapah tại Hàn Quốc, một số chuyến bay từ Busan ngừng khai thác, bao gồm VJ981 chặng Busan - Hà Nội có giờ khởi hành dự kiến là 8h (giờ địa phương), VJ991 chặng Busan - Nha Trang có giờ khởi hành dự kiến là 6h05 (giờ địa phương).